# Mlečni izdelek
Mlečni izdelki so:
- mleko
  - sveže
  - pasterizirano
  - sterilizirano
  - homogenizirano
- kislo mleko
- jogurt
- sir
- skuta
- kefir
- kisla smetana
- sladka smetana
- skyr
- maslo
- sladoled

## Nezdravi mlečni izdelki?
Nekateri kritiki menijo, »da so homogenizirano ali hidrogenizirano mleko in posledično mlečni izdelki škodljivi za zdravje, ker naj bi ustvarjali ali kopičili transmaščobne kisline«. Vendar ta škodljivost zaenkrat ni dokazana. Škodljiva naj bi bila tudi pretirana uporaba E-dodatkov za povečanje dolžine časa skladiščenja.
Mlečna maščoba je živalskega izvora, takih maščob pa naj bi uživali manj kot tistih, ki so rastlinskega izvora. In koliko maščobe vsebuje mleko? Človeško mleko vsebuje približno 1 do 2 % mlečne maščobe, medtem ko kravje mleko vsebuje 3 do 5 % mlečne maščobe. V mlekarnah se mlečna maščoba s centrifugalno napravo odstrani in homogenizira. V posneto mleko nato dodajo različno količino maščobe, kar je zapisano na deklaraciji na izdelku, na primer 3,2 % mm, 1,8 % mm. V 100 g mleka s 3,2 % mm je le 3,1 g maščobe, v 100 g kuhane šunke od 10 do 20 g, v 100 g kuhane postrvi pa od 8 do 15 g maščobe; količina je odvisno od načina priprave hrane. V živilih živalskega izvora je tudi holesterol. V mleku z 3,2 % mlečne maščobe je 12 mg holesterola na 100 g mleka, medtem ko 100 g kuhane šunke vsebuje 60 mg holesterola, 100 g postrvi pa 56 mg holesterola. Zmotno je torej mišljenje, da je v mleku veliko maščob in veliko holesterola.